# Gostavățu, Olt
Gostavățu este satul de reședință al comunei cu același nume din județul Olt, Oltenia, România.